# Merostachys ternata
Merostachys ternata är en gräsart som beskrevs av Christian Gottfried Daniel Nees von Esenbeck. Merostachys ternata ingår i släktet Merostachys och familjen gräs. Inga underarter finns listade i Catalogue of Life.